# Kanton Évrecy
Évrecy is een kanton van het Franse departement Calvados. Het kanton maakt deel uit van het arrondissement Caen.

## Gemeenten
Het kanton Évrecy omvatte tot 2014 de volgende 26 gemeenten:
- Amayé-sur-Orne
- Avenay
- Baron-sur-Odon
- Bougy
- La Caine
- Curcy-sur-Orne
- Esquay-Notre-Dame
- Éterville
- Évrecy (hoofdplaats)
- Feuguerolles-Bully
- Fontaine-Étoupefour
- Gavrus
- Goupillières
- Hamars
- Maizet
- Maltot
- Montigny
- Ouffières
- Préaux-Bocage
- Sainte-Honorine-du-Fay
- Saint-Martin-de-Sallen
- Tourville-sur-Odon
- Trois-Monts
- Vacognes-Neuilly
- Verson
- Vieux

Na :

Ligging van het kanton in het arrondissement Caen tot 2014.

- de herindeling van de kantons bij decreet van 17 februari 2014, met uitwerking op 22 maart 2015 dat het aantal gemeenten op 32 bracht
- de samenvoeging op 1 januari 2017 van de gemeenten Clinchamps-sur-Orne en Laize-la-Ville tot de fusiegemeente (commune nouvelle) Laize-Clinchamps.
- de samenvoeging op 1 januari 2019 van de gemeenten Hubert-Folie, Rocquancourt en Tilly-la-Campagne tot de fusiegemeente (commune nouvelle) Castine-en-Plaine
- de samenvoeging op 1 januari 2019 van de gemeenten Saint-Aignan-de-Cramesnil en Garcelles-Secqueville tot de fusiegemeente (commune nouvelle) Le Castelet

omvat het kanton volgende 28 gemeenten.
- Amayé-sur-Orne
- Avenay
- Baron-sur-Odon
- Bougy
- Bourguébus
- La Caine
- Le Castelet
- Castine-en-Plaine
- Esquay-Notre-Dame
- Évrecy
- Feuguerolles-Bully
- Fontaine-Étoupefour
- Fontenay-le-Marmion
- Gavrus
- Grainville-sur-Odon
- Grentheville
- Laize-Clinchamps
- Maizet
- Maltot
- May-sur-Orne
- Mondrainville
- Montigny
- Préaux-Bocage
- Saint-Martin-de-Fontenay
- Sainte-Honorine-du-Fay
- Soliers
- Vacognes-Neuilly
- Vieux